# مينيدو ريستوفسكي
مينيدو ريستوفسكي (بالإنجليزية: Mendo Ristovski)‏ هو لاعب كرة قدم أسترالي في مركز الهجوم، ولد في 18 فبراير 1956.